# 王憶慈
王憶慈（1915年—1999年2月11日），字涵若，原籍浙江杭州，中国古琴演奏家、教育家。早年隨崑曲名家俞振飛習崑曲，因病壞了嗓子，改習洞簫，婚後習琴，亦師事徐立孫。與夫君吳宗漢，同是梅庵琴派第三代琴人。

## 生平
婚後隨夫居上海，1949年解放後，王憶慈與夫仍在上海生活，1950年形勢所逼，南下避居香港。在港與夫吳宗漢經常主持雅集，宣揚琴學，與徐文鏡、吳浸陽（純白）、蔡德允、饒宗頤等琴人時有往還。
1967年夏，在古箏家梁在平的引薦下，吳宗漢獲聘為國立臺灣藝術專科學校的古琴教師，夫妻遷台定居。吳宗漢於隔年10月中風，所有琴課由王憶慈代授。
1972年夫妻移居美國加州，繼續海外推廣古琴事業，至1991年吳宗漢離世。晚年與兒子吳英偉同住，因老病教琴工作停頓。1999年2月11日去世，享年八十五歲。

## 弟子
吳宗漢、王憶慈的弟子中，賴詠潔、沈一忠、鐘玫容已去世。在北美有董榕森、陶築生、安芳、張尊農、金德航等。台港有王海燕、唐健垣、李楓等。

## 錄音
- 《秋雁來賓：吳宗漢先生伉儷紀念專輯》中收錄〈秋夜長〉、〈梧葉舞秋風〉、〈挾仙遊〉三曲。